# Adobe Acrobat
Adobe Acrobat（アドビ・アクロバット）は、 アドビが開発する、Portable Document Format (PDF) ファイルを作成・編集・加工・管理するためのソフトウェアである。PDFはオープンフォーマットなのでPDFを作成するソフトウェアは数多く存在するが、AcrobatはPDFの作成だけでなくより多くの機能を備え、活用するためのツールとして提供されている。
本項では、同社が開発するPDFファイルを閲覧するためのソフトウェアAdobe Acrobat Reader（アドビ・アクロバット・リーダー）及びAdobe Acrobat web（アドビ・アクロバット・ウェブ）についても記載する。

## 製品群
現在、Adobe Acrobatはサブスクリプション版とライセンス版の2種類が存在する。
サブスクリプション版は「Adobe Acrobat DC」と呼ばれ、個人向けの「Adobe Acrobat Standard DC」「Adobe Acrobat Pro DC」と、法人向けの「Adobe Acrobat DC for teams」「Adobe Acrobat DC for enterprise」が販売されている。
ライセンス版の最新は「Adobe Acrobat 2020」で2020年6月にリリースされた。旧バージョンにサブスクリプション版と同名の「Adobe Acrobat DC (2015)」が存在するが内容は別物である。

## 旧バージョン
- Adobe Acrobat Standard 2017/Pro 2017 (2017年6月6日発売・2022年6月6日サポート終了済)
- Adobe Acrobat Standard DC (2015)/Pro DC (2015) (2015年4月7日発売・2020年4月7日サポート終了済)
- Adobe Acrobat XI Standard/Pro (2012年10月15日発売・2017年10月15日サポート終了済)
- Adobe Acrobat X Standard/Pro (2010年11月15日発売・2015年11月15日サポート終了済)
- Adobe Acrobat 9 Standard/Pro/Pro Extended  (2008年6月23日発売・2013年6月26日サポート終了済)
- Adobe Acrobat 8 Standard/Professional/3D Version 8 (2006年11月3日発売・2011年11月3日サポート終了済)

## Acrobat Reader
PDFの開発元であるアドビはPDFの閲覧と印刷の機能に特化したAcrobat Reader DCを無償で配布しており、メーカー製のパソコンの多くにプリインストールされている。なお、バージョン5までおよび2015年4月発表のDCからの商標はAcrobat Reader（アクロバット・リーダー）であるが、バージョン6から11まではAdobe Reader（アドビ・リーダー）だった。
Adobe Acrobatの最新版が提供されると同時にAcrobat Readerの最新版も提供されている。セキュリティ上の脆弱性が非常に多く発見されるため、頻繁にアップデートされている。
なお、Linuxでの提供は2013年5月のセキュリティアップデートを最後に止まっており、LinuxではWineを介してWindows版を使うという利用手段しかない。このためLinux上でのPDF閲覧は、サードパーティ提供のフリーソフトウェアによるのが一般的となっている。また、その他のUNIX系フリーOS上でもAdobe Readerは提供されていない。

## Acrobat web
アドビは2021年2月12日にPDFファイルの変換/編集などを行えるWebツール「Acrobat web」を公開した。利用は無料。ブラウザ上でPDFファイルの変換や圧縮、注釈の追加やページの並び替えなどの作業を行え、別途アプリケーションなどを用意することなく、ファイルのドラッグ＆ドロップのみで作業を行うことができる。

## PDFへの変換
PDFの作成は、アプリケーションからAdobe Distillerをプリンタードライバとして用いてファイルを変換する（要するにファイルとして印刷するということ）などの方法によって行われる。
もともとPDFはテキストとバイナリからなるファイルなので、手書きでもある程度のものは作ることができるが、煩雑である。現在では、Ghostscript（PostScriptインタプリタ）の “-sDEVICE=pdfwrite” オプションやps2pdfなどによってPDFへ変換する方法、pdfTeXを用いる方法、TeXとdvipdfm(x)を用いる方法などでも PDFファイルを作成することができる。他にも、Microsoft Office 2010以降（2007ではアドインで対応）・OpenOffice.org・LibreOffice などのオフィススイート、また Windows 10 や macOS でもPDFファイルとして出力する機能を備えている。

## セキュリティ問題
これまで多くのセキュリティホールが発見されており、問題のあるPDFファイルを閲覧、あるいは非表示のフレーム内にPDFファイルを表示するように細工されたウェブサイトを閲覧しただけでユーザのコンピュータでマルウェアが実行されるといった被害が世界中で発生している。特に、ウェブブラウザとリンクして、クリックするだけでPDFファイルが開かれる設定にしているユーザは、不正なコードを容易に実行される。
アドビはこれらの問題に対応するため四半期に一度の定期アップデート（クオータリーアップデート）を行うことを公表したが、脆弱性の発見とソフトウェアの修正はいたちごっことなっている。提供される最新版を適用することでその時点で発見・公開されている脆弱性へは対応すると発表されている。
AcrobatおよびReaderのサポート期間はリリース日から5年間としており、期間内であればアップデートを行っている。そのため、アップデートが最新版および1世代前の2世代分が常であるが、サポートが終了していない2世代前を含む3世代分が行われる場合もある。

## その他
Adobe Acrobat 関連製品は全世界で1000万本以上が販売され、Acrobat Reader は1994年に公開されて以来、全世界で約5億本が配布されている。